# マーク・グリーン (政治家)
マーク・グリーン（Mark Green、1964年11月8日 - ）は、アメリカ合衆国の政治家、医師。所属政党は共和党である。
現在は2019年1月3日からアメリカ合衆国下院議員。

## 経歴
テネシー州アッシュランドで生まれた。1986年にウェストポイントの陸軍士官学校を卒業した。1987年から1990年にかけてアメリカ陸軍の将校として働いた。ライト州立大学医学部で1999年に医学の学位を得た。2002年に緊急医の研修医を完了した。その後、アメリカ陸軍で特別任務の航空医官として、アフガニスタン戦争や赤い夜明け作戦を含めたイラク戦争に参加した。2006年に退役した。その後、病院スタッフ会社を設立してCEOとなった。
2012年に民主党の現職議員であったティム・バーンズを打ち破り、2013年からテネシー州の上院議員となった。2014年のアメリカ合衆国上院議員選挙では共和党の現職議員ラマール・アレクサンダーに挑もうとしたが、失敗した。2016年12月、マーク・グリーンは67%の得票でテネシー州上院議員に再選された。
2018年のテネシー州知事選挙に出馬する情報もあり、現地では意外なことと思われていないと報道されていたが、実際には出馬せず同じ年のアメリカ合衆国下院選挙にテネシー州7区から出馬して当選した。

## アメリカ合衆国陸軍長官
2017年3月17日、トランプ大統領はアメリカ合衆国陸軍長官候補に、辞退したヴィンセント・ビオラの代わりに、マーク・グリーンを指名する意向と報道された。
2017年5月5日、過去の発言の影響により、本人が指名を辞退した。

## 人物
陸軍時代にブロンズスターメダル(青銅星章)、メリトリアスサービスメダル、陸軍称揚章、陸軍任務功労章を受賞している。2015年にはテネシー州のウィリアムズ大学から、人文学博士の栄誉を受けた。
クラークスビルオンラインのインタビューで、政府が大きくなると個人の機会が減少するとして、共和党の理念である小さな政府の信奉者である。
医学を志した理由を、父親が45日間に渡り集中治療室(ICU)で過ごした経験からだとした。
2010年にはサダムフセインの逮捕の詳しい経過を記した『サダムとの夜』を出版した。